# Cairo (grafická knihovna)
cairo ([ˈkairəu]; anglicky Káhira) je svobodná grafická knihovna, která poskytuje vektorové, platformově nezávislé API pro vývojáře. V současné době podporuje X Window System, Win32 GDI, BeOS API, OpenGL (via glitz), PNG, PDF, PostScript a SVG. Ačkoliv je knihovna napsána v C, je možné ji používat v řadě dalších jazyků jako C++, Java, Python a jiné. Knihovna umí využít grafickou akceleraci, pokud je dostupná.

## Historie
Projekt cairo byl založen Keithem Packardem a Carlem Worthem pro použití na X Window System. Původně se jmenovalo Xr nebo také Xr/Xc. Jméno bylo změněno k vyjádření sympatií s myšlenkou knihovny, která je multiplatformní, nikoliv svázaná pouze s X serverem.